# 蘭多·諾里斯
蘭多·諾里斯（英語：Lando Norris，1999年11月13日—），英國賽車手，现時效力于一级方程式迈凯伦车队的车手。諾里斯曾经為卡林車隊出賽国际汽联二级方程式锦标赛。諾里斯為2015年MSA方程式錦標賽、2016年豐田賽車系列賽、雷諾方程式2.0歐洲盃、雷諾方程式2.0北歐盃，以及2017年國際汽車聯盟歐洲三級方程式錦標賽冠軍，並在2016年獲得麥拉倫汽車運動獎。諾里斯也是一名網絡主播，電競隊伍Quadrant的創辦人。

## 幼年生活
1999年，諾里斯生於英國布里斯托尔，父親亞當·諾里斯（Adam Norris）曾擔任一間退休金管理公司的經理、母親希絲卡·諾里斯（Cisca Norris）為比利時人。他還有一名哥哥奧利（Oli）及兩名妹妹芙洛（Flo）、希絲卡（Cisca）。
諾里斯曾就讀於米爾菲爾德學校，由全職教師私人教授物理與數學，離校時並沒有考取中等教育普通證書。後來他的家人同住於英國英格蘭薩默塞特郡格拉斯頓伯里，以便諾里斯繼續發展他的賽車事業。諾里斯与迈凯伦签约后居於麥拉倫技術中心附近的沃金。2021年底，他宣布将搬到摩纳哥居住。

## 网络主播生涯
诺里斯从2017年开始进行网络直播，截至2021年6月，他在Twitch直播频道有接近94.5万个关注者。他曾自称自己是“全职的主播，兼职的赛车手”。
2020年3月，諾里斯在Twitch的在線流媒體活動中為COVID-19 團結應對基金籌集了12,000 美元，以支持世界衛生組織。同年他组建了自己的潮流品牌“Quadrant”，并签约赞助了法国《光环》电竞战队HCS HALO TEAM和《使命召唤 战区》电竞选手Ethan “Feefa” Pink。

## 賽車生涯

### 早期職業生涯
諾里斯原先熱衷於摩托車競速，然而，在父親帶他和哥哥去當地的卡丁車賽道觀看一場超級一全國卡丁車錦標賽賽事後，諾里斯開始將目光轉往四輪競速。父親在他七歲時買了一輛卡丁車給他，自始展開了他的賽車生涯。八歲時，諾里斯加入當地的卡丁車隊B.R.M.，並專注於地區性的小型賽事，首次參加英國超級一錦標賽僅取得第14名的成績。2013年，諾里斯贏得WSK歐洲系列賽KFJ級別冠軍、CIK-FIA歐洲及CIK-FIA超級盃冠軍。隔年，他在CIK-FIA世界卡丁車錦標賽奪冠，成為最年輕的冠軍得主。

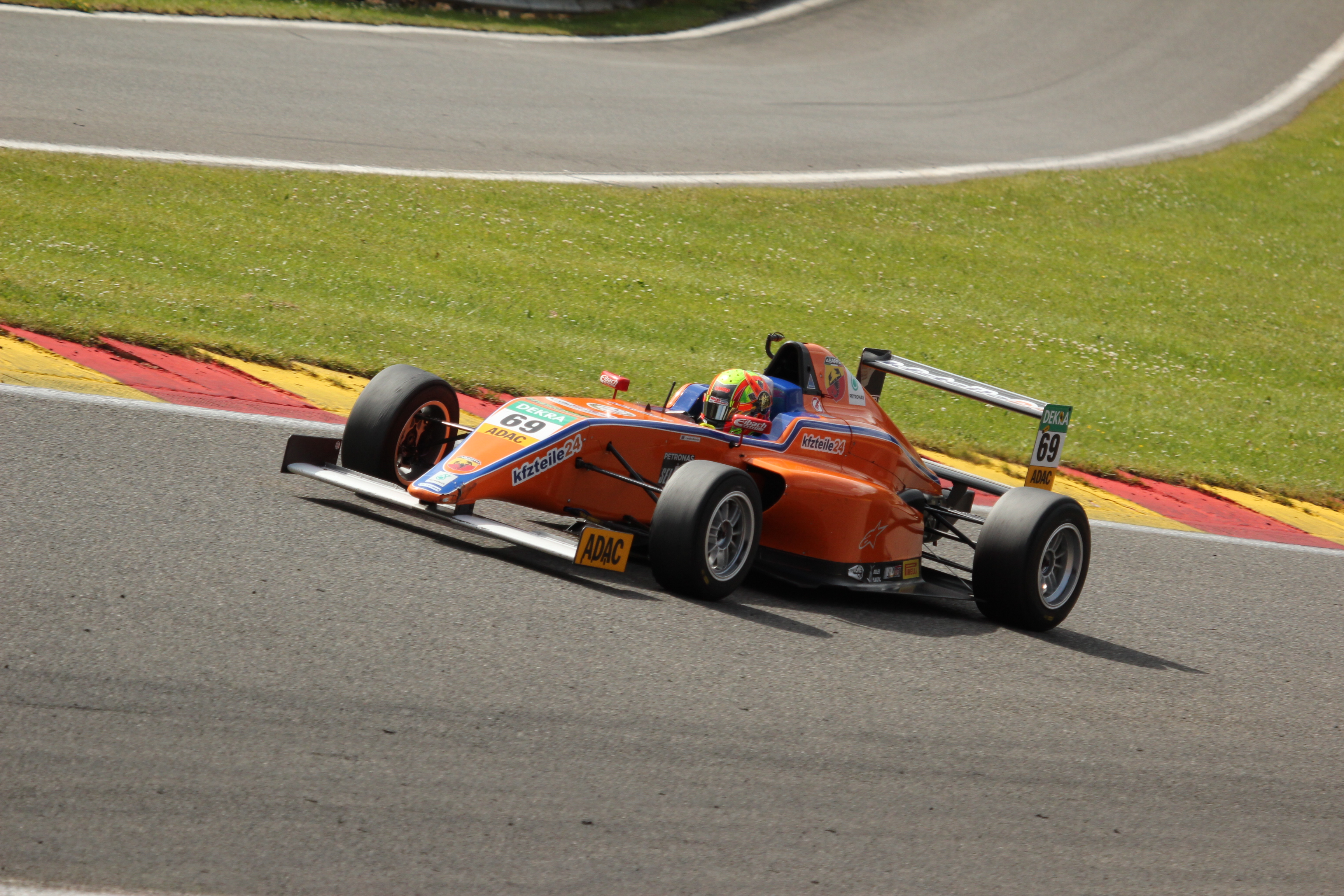
蘭多·諾里斯在2015年四級方程式駕駛著卡林賽車

諾里斯為卡林車隊出賽2017年國際汽車聯盟歐洲三級方程式錦標賽。他在賽季收官站霍根海姆的第一場比賽確保住冠軍頭銜，最終，在積分榜上與亞軍喬爾·埃里克森保有53分差。

### 一級方程式賽車生涯

#### 迈凯伦车队（2019年-至今）
2017年2月，諾里斯與麥拉倫簽約，成為該隊旗下青年車手。2017年8月季中測試，他於匈牙利賽道為麥拉倫測試MCL33，在第二天測試期間用上比最快車手賽巴斯蒂安·維泰爾軟一階級的輪胎，以相距0.261秒之差名列第二。2017年11月，諾里斯正式成為麥拉倫2018年賽季的測試兼儲備車手。2018年8月24日，諾里斯於比利時大獎賽第一階段自由練習賽頂替正式車手費爾南多·阿隆索的席位，首度在大獎賽週末登場，駕駛著47號賽車完成26圈賽程，在20名車手中名列第18，成績較另一名麥拉倫正式車手斯托弗·范多恩出色。

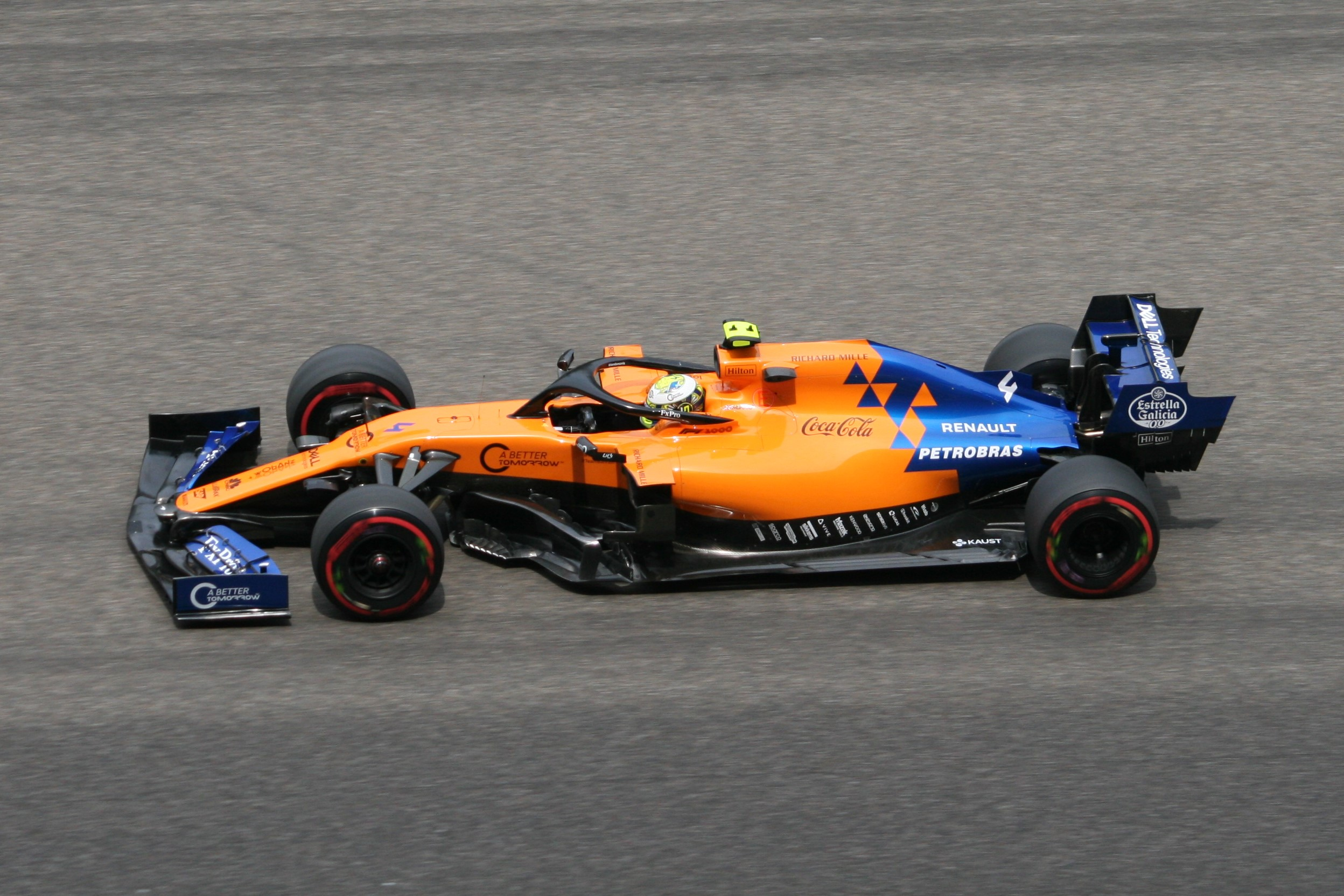
蘭多·諾里斯在2019年中国大奖赛上驾驶迈凯伦 MCL34

2018年9月3日，麥拉倫宣布諾里斯將擔任該隊2019年世界一级方程式锦标赛正式車手，與小卡洛斯·塞恩斯搭檔出賽。
2019年，諾里斯在巴林站以第六名完賽，首次在F1中收穫積分。
2020年7月5日，2020年世界一级方程式锦标赛奧地利揭幕戰，諾里斯因為路易斯·咸美頓被罰而晉陞至第3，職業生涯首次登上F1領獎台。这让他成为赛事历史上第三年轻的领奖台车手，也是英国历史上最年轻的一级方程式登台车手。诺里斯在本赛季结束时以97分在车手總排名中排第九，落后塞恩斯8分。
2021年1月，諾里斯在迪拜度假期间檢測出感染COVID-19病毒，其後已痊癒。
2021年赛季的诺里斯在前半赛季表现出色且稳定，在艾米利亚-罗马涅大奖赛、摩纳哥大奖赛以及奥地利大奖赛上三次登上领奖台取得季军。在匈牙利站上，由于博塔斯的失误导致诺里斯在起步后的第一弯前被芬兰人撞出赛道，遗憾退赛，也终止了诺里斯自去年以来连续15站拿分的记录。在比利时站的第三节排位赛上，诺里斯在赛道开始下雨的情况下使用干地胎出场做圈速，但在红河弯失控撞墙，赛车严重损毁，所幸他本人没有受伤。在意大利站，诺里斯在冲刺排位赛上干掉汉密尔顿获得第4名发车顺位；并在正赛上与队友丹尼尔·里卡多为迈凯伦车队分别拿下亚军和冠军，是车队自2010年加拿大大奖赛之后时隔11年再次包揽冠亚军，他的亚军也是他F1生涯的新高。在俄罗斯站上，诺里斯在湿地变干情况下果断换用干胎进行最后的冲刺，并最终获得杆位，这是他F1生涯首个杆位。在正赛中，诺里斯在大部分时间里都在领跑比赛，直到赛事尾声突降大雨，诺里斯因没有及时更换半雨胎而错失自己首个分站赛冠军，最终以第7名完赛。諾里斯在本賽季結束時以160分在車手總排名中排第六。
2022年赛季伊始，受限于迈凯伦赛车的竞争力，在开幕站巴林大奖赛上，迈凯伦仅以14、15名完赛，而诺里斯排在其队友里卡多身后以第15名完赛。而在第四站艾米利亞-羅馬涅大獎賽上，他获得季军，是其全年唯一一次领奖台。诺里斯在该赛季全年都受到赛车竞争力的制约，最终以122分位列车手积分榜第七名。
2023年7月，英國大獎賽上，諾里斯與隊友奥斯卡·皮亚斯特里取得了第二名、第三名的桿位好成績。諾里斯在開局良好後，在開局幾圈短暫保持領先成為第一，但在第5圈被馬克斯·維斯塔潘超越。在比賽後期，諾里斯成功阻止了衝鋒的路易斯·咸美頓，最終獲得第二名和2023年賽季第一個頒獎台。由此，諾里斯成為自2010年路易斯·咸美頓以來首位登上銀石賽道領獎台的麥拉倫車手。而赛季中期开始，迈凯伦赛车逐渐获得竞争力，诺里斯在新加坡站到美国站实现了4连登上领奖台，并获得了其中的3场亚军。而最终他获得了205个积分位列车手积分榜第六，仅以一分之差落后于206分同分的费尔南多·阿隆索和夏尔·勒克莱尔。205分也是他职业生涯的新高。
2024年1月，迈凯伦车队宣布与诺里斯签下一份未公开年份的多年期合约，英国人未来将继续在沃金车队效力。澳大利亚大奖赛上，诺里斯获得季军，赛季首次登上领奖台。而在中国大奖赛上，诺里斯在雨战中获得冲刺排位赛的杆位，但是冲刺赛第一圈驶离赛道使其最终排名第6名。而在正赛中，诺里斯取得亚军；使他超越尼克·海费尔德成为登上领奖台但未取胜的车手。在迈阿密大奖赛上，诺里斯获得了迈凯伦MCL38的全新升级套件，但在冲刺赛中因为遭到撞击在第一圈退赛。在正赛中，诺里斯从第5位发车；在第一轮进站后，由于选择不进站，诺里斯成为比赛的领跑者。而之后因为赛道事故引发的安全车，使其获得了绝佳的进站窗口，并确立领跑优势。最终收获其F1生涯首个分站冠军。在随后的艾米利亚-罗马涅大奖赛、加拿大大奖赛、西班牙大奖赛均取得了亚军，其中诺里斯在西班牙站获得了杆位。而在2024年奥地利大奖赛比赛后期，诺里斯凭借更新的中性胎直追领跑的马克斯·维斯塔潘。双方在相互争夺第一名多圈后，在第64圈，两人在第三弯发生碰撞，两人均爆胎，诺里斯因赛车损坏隨即返回维修区退赛；维斯塔潘之后被赛会认定引发碰撞被罚10秒。

## 賽車生涯成績

### 職業生涯摘要
| 賽季   | 賽事                               | 車隊              | 出賽     | 分站冠軍 | 桿位     | 最快單圈 | 頒獎台   | 積分     | 排名     |
| ------ | ---------------------------------- | ----------------- | -------- | -------- | -------- | -------- | -------- | -------- | -------- |
| 2014年 | 吉內塔少年錦標賽                   | HHC車隊（HHC Motorsport）       | 20       | 4        | 8        | 2        | 11       | 432      | 季軍     |
| 2015年 | MSA方程式錦標賽                    | 卡林車隊          | 30       | 8        | 10       | 9        | 15       | 413      | 冠軍     |
| 2015年 | 全德汽車俱樂部四級方程式錦標賽     | 謬克車隊          | 8        | 1        | 0        | 3        | 6        | 131      | 第8      |
| 2015年 | 義大利四級方程式錦標賽             | 謬克車隊          | 9        | 0        | 0        | 3        | 1        | 51       | 第11     |
| 2015年 | 英國車手俱樂部四級方程式秋季盃     | HHC車隊           | 4        | 2        | 1        | 1        | 4        | 128      | 第5      |
| 2016年 | 雷諾方程式2.0歐洲盃                | 約瑟夫·考夫曼車隊 | 15       | 5        | 6        | 4        | 12       | 253      | 冠軍     |
| 2016年 | 雷諾方程式2.0北歐盃                | 約瑟夫·考夫曼車隊 | 15       | 6        | 10       | 4        | 11       | 316      | 冠軍     |
| 2016年 | 豐田賽車系列賽                     | M2 Competition    | 15       | 6        | 8        | 5        | 11       | 924      | 冠軍     |
| 2016年 | 英國車手俱樂部英國三級方程式錦標賽 | 卡林車隊          | 11       | 4        | 4        | 3        | 8        | 247      | 第8      |
| 2016年 | 國際汽車聯盟歐洲三級方程式錦標賽   | 卡林車隊          | 3        | 0        | 0        | 0        | 0        | 0        | NC†      |
| 2016年 | 澳門格蘭披治大賽車                 | 卡林車隊          | 1        | 0        | 0        | 0        | 0        | N/A      | 第11     |
| 2017年 | 國際汽車聯盟歐洲三級方程式錦標賽   | 卡林車隊          | 30       | 9        | 8        | 8        | 20       | 441      | 冠軍     |
| 2017年 | 澳門格蘭披治大賽車                 | 卡林車隊          | 1        | 0        | 0        | 0        | 1        | N/A      | 亞軍     |
| 2017年 | 國際汽車聯盟二級方程式錦標賽       | 坎波斯車隊        | 2        | 0        | 0        | 0        | 0        | 0        | 第25     |
| 2017年 | 一級方程式賽車                     | 麥拉倫本田F1車隊  | 測試車手 | 測試車手 | 測試車手 | 測試車手 | 測試車手 | 測試車手 | 測試車手 |
| 2018年 | 國際汽車聯盟二級方程式錦標賽       | 卡林車隊          | 24       | 1        | 1        | 1        | 9        | 219      | 亞軍     |
| 2018年 | 衛士泰克跑車錦標賽                 | 聯合車隊          | 1        | 0        | 0        | 0        | 0        | 18       | 第58     |
| 2018年 | 一級方程式賽車                     | 麥拉倫F1車隊      | 測試車手 | 測試車手 | 測試車手 | 測試車手 | 測試車手 | 測試車手 | 測試車手 |
| 2019年 | 一級方程式賽車                     | 麥拉倫F1車隊      | 21       | 0        | 0        | 0        | 0        | 49       | 第11     |
| 2020年 | 一級方程式賽車                     | 麥拉倫F1車隊      | 17       | 0        | 0        | 2        | 1        | 97       | 第9      |
| 2021年 | 一級方程式賽車                     | 麥拉倫F1車隊      | 22       | 0        | 1        | 1        | 4        | 160      | 第6      |
| 2022年 | 一級方程式賽車                     | 麥拉倫F1車隊      | 22       | 0        | 0        | 0        | 1        | 122      | 第7      |
| 2023年 | 一級方程式賽車                     | 麥拉倫F1車隊      | 22       | 0        | 0        | 1        | 7        | 205      | 第6      |
| 2024年 | 一級方程式賽車                     | 麥拉倫F1車隊      | 24       | 4        | 8        | 6        | 13       | 374      | 亞軍     |
| 2025年 | 一級方程式賽車                     | 麥拉倫F1車隊      | 0        | 0        | 0        | 0        | 0        | 0        | 第-      |

* 賽季進行中。

† 擔任客座車手，未具積分資格。

### 一級方程式賽車成績
(圖例）粗體為桿位出賽，斜體為最快圈速
| 賽季   | 車隊         | 底盤         | 引擎                                  | 1       | 2      | 3      | 4      | 5      | 6      | 7      | 8     | 9     | 10    | 11       | 12    | 13     | 14    | 15     | 16    | 17    | 18     | 19      | 20      | 21       | 22   | 23    | 24   | 排名 | 積分 |
| ------ | ------------ | ------------ | ------------------------------------- | ------- | ------ | ------ | ------ | ------ | ------ | ------ | ----- | ----- | ----- | -------- | ----- | ------ | ----- | ------ | ----- | ----- | ------ | ------- | ------- | -------- | ---- | ----- | ---- | ---- | ---- |
| 2018年 | 麥拉倫F1車隊 | 麥拉倫MCL33  | 雷諾R.E.18 1.6 V6t                    | 澳      | 巴林   | 中     | 亞     | 西     | 摩     | 加     | 法    | 奧    | 英    | 德       | 匈    | 比 TD  | TD    | 新     | 俄 TD | 日 TD | 美 TD  | 墨 TD   | 巴西 TD | 阿       |      |       |      | –    | –    |
| 2019年 | 麥拉倫F1車隊 | 麥拉倫MCL34  | 雷諾E-Tech 19 1.6 V6t                 | 澳 12   | 巴林 6 | 中 18† | 8      | 西 Ret | 摩 11  | 加 Ret | 法 9  | 奥 6  | 英 11 | 德 Ret   | 匈 9  | 比 11† | 10    | 新 7   | 俄 8  | 日 11 | 墨 Ret | 美 7    | 巴西 8  | 阿 8     |      |       |      | 第11 | 49   |
| 2020年 | 麥拉倫F1車隊 | 麥拉倫MCL35  | 雷諾E-Tech 20 1.6 V6t                 | 奥 3    | 5      | 匈 13  | 英 5   | 周年 9 | 西 10  | 比 7   | 4     | 托 6  | 俄 15 | 艾費 Ret | 葡 13 | 艾米 8 | 土 8  | 巴林 4 | 薩 10 | 阿 5  |        |         |         |          |      |       |      | 第9  | 97   |
| 2021年 | 麥拉倫F1車隊 | 麥拉倫MCL35M | 梅賽德斯F1 M12 EQ Power+ V6t          | 巴林 4  | 艾米 3 | 葡 5   | 西 8   | 摩 3   | 亞塞 5 | 法 5   | 史 5  | 奧 3  | 英 4  | 匈 Ret   | 比 14 | 荷 10  | 2     | 俄 7   | 土 7  | 美 8  | 墨 10  | 聖保 10 | 卡 9    | 沙 10    | 阿 7 |       |      | 第6  | 160  |
| 2022年 | 麥拉倫F1車隊 | 麥拉倫MCL36  | 梅賽德斯F1 M13 EQ Power+ V6t          | 巴林 15 | 沙 7   | 澳 5   | 艾米 3 | 迈 Ret | 西 8   | 摩 6   | 9     | 加 15 | 英 6  | 奥 7     | 法 7  | 匈 7   | 比 12 | 荷 7   | 7     | 新 4  | 日 10  | 美 6    | 墨 9    | 圣保 Ret | 阿 6 |       |      | 第7  | 122  |
| 2023年 | 麥拉倫F1車隊 | 麥拉倫MCL60  | 梅斯特斯-AMG F1 M14 E Performance V6t | 巴林 17 | 沙 17  | 澳 6   | 9      | 迈 17  | 摩 9   | 西 17  | 加 13 | 奥 4  | 英 2  | 匈 2     | 比 7  | 荷 7   | 8     | 新 2   | 日 2  | 卡 3  | 美 2   | 墨 5    | 圣保 2  | 拉 Ret   | 阿 5 |       |      | 第6  | 205  |
| 2024年 | 麥拉倫F1車隊 | 迈凯伦MCL-38 | 梅赛德斯-AMG F1 M15 E Performance V6t | 巴林 6  | 沙 8   | 澳 3   | 日 5   | 中 2   | 迈 1   | 艾米 2 | 摩 4  | 加 2  | 西 2  | 奥 20†   | 英 3  | 匈 2   | 比 5  | 荷 1   | 3     | 4     | 新 1   | 美 4    | 墨 2    | 圣保 6   | 拉 6 | 卡 10 | 阿 1 | 亞軍 | 374  |
| 2025年 | 麥拉倫F1車隊 | 迈凯伦MCL-39 | 梅赛德斯-AMG F1 M16 E Performance V6t | 澳 1    | 中 28  | 日 2   | 巴林 3 | 沙 4   | 迈 21  | 艾米 2 | 摩    | 西    | 加    | 奥       | 英    | 比     | 匈    | 荷     |       |       | 新     | 美      | 墨      | 圣       | 拉   | 卡    | 阿布 | 第2* | 133* |

* 賽季進行中。
†未完赛，但已完成賽事總里程的90%。

## 外部連結
- 官方网站
- 蘭多·諾里斯的Facebook專頁
- 蘭多·諾里斯的Instagram帳戶
- 蘭多·諾里斯的X（前Twitter）
- 蘭多·諾里斯 在DriverDB.com上的职业生涯数据（英文）
- 蘭多·諾里斯 （页面存档备份，存于）在Twitch的页面